# هاملت مخیتاریان (بازیکن فوتبال، زاده ۱۹۶۲)
هاملت هابنتاکی مخیتاریان (ارمنی: Համլետ Հաբեթնակի Մխիթարյան؛ ۱۴ سپتامبر ۱۹۶۲ – ۲ مهٔ ۱۹۹۶) یک بازیکن فوتبال در پست مهاجم اهل ارمنستان بود.

## باشگاهی
از باشگاه‌هایی که در آن بازی کرده‌است می‌توان به آرارات ایروان، و کوتایک آبوویان اشاره کرد.

## تیم ملی
وی همچنین در تیم ملی فوتبال ارمنستان بازی کرده است. مخیتاریان نخستین بازی ملی خود را که یک بازی دوستانه بود در تاریخ در ایروان در مقابل تیم ملی فوتبال انجام داده است.

## زندگی شخصی
وی پدر هنریخ مخیتاریان بازیکن سابق باشگاه فوتبال آرسنال و فعلی باشگاه آ.اس رم ایتالیا و تیم ملی فوتبال ارمنستان می‌باشد

## درگذشت
هاملت مخیتاریان به علت تومور مغزی در روز ۲ مه ۱۹۹۶ در ۳۳ سالگی در ایروان درگذشت